# Толминске Равне
Толминске Равне (словен. Tolminske Ravne, итал. Ràuna di Sàbicce) су насељено место у општини Толмин, Горишка регија, Словенија.

## Историја
До територијалне реорганизације у Словенији биле су у саставу старе општине Толмин.

## Становништво
У попису становништва из 2011. године, Толминске Равне су имале 11 становника.
| Број становника према пописима | Број становника према пописима | Број становника према пописима |
| ------------------------------ | ------------------------------ | ------------------------------ |
| 1991                           | 2002                           | 2011                           |
| 18                             | 13                             | 11                             |

## Галерија
- Подрта гора
- пејзаж